# Бунин, Василий Дмитриевич
Васи́лий Дми́триевич Бу́нин (4 марта 1900, с. Муратовка, Пензенская губерния — 8 марта 1945, Штаргард, Померания) — советский военачальник, полковник (1938).

## Биография
Родился 4 марта 1900 года в селе Муратовка. Русский.

### Гражданская война
14 июня 1919 года был призван в РККА и проходил службу курсантом в учебной школе при в 3-м отдельном запасном батальоне в городе Вольск. После окончания школы служил в том же батальоне на Восточном фронте помощником командира взвода команды пеших разведчиков. С мая 1920 года назначен командиром взвода в отдельном батальоне при штабе 1-й Конной армии. С 15 июня по 1 октября 1919 года временно направлен командиром продотряда в Бердичевский уезд. По окончании советско-польской войны с октября по ноябрь 1920 года в составе сводного отряда от этой армии сражался с бандами Маруси в районе города Лубны. С июля 1921 года — командир взвода в 10-м стрелковом полку 37-й бригады СКВО в городе Новочеркасск.
В апреле 1922 года добровольцем направлен в Народно-революционную армию Дальневосточной республики, по прибытии был назначен в 117-й Верхнеудинский стрелковый полк 39-й Тихоокеанской стрелковой дивизии в городе Владивосток. В его составе командиром взвода, помощником командира и командиром роты участвовал в боях против войск генерала М. К. Дитерихса в Приморье, в Приморской операции.

### Межвоенные годы
После войны продолжал служить в той же дивизии командиром роты, затем батальона. С 15 октября 1923 года по 15 июня 1924 года находился на повторных курсах комсостава при штабе 5-й армии в городе Чита, затем вернулся в прежний полк. Во время конфликта на КВЖД в ноябре 1929 года в составе 3-го Верхнеудинского полка командовал сводным отрядом, авангардом 1-й Тихоокеанской дивизии при наступлении на город Мишань-Фу. С мая 1930 года командовал стрелковым и учебным батальонами в 115-м Читинском стрелковом полку 39-й Тихоокеанской стрелковой дивизии ОКДВА, с ноября 1935 года исполнял должность помощника командира по материальному обеспечению 116-го стрелкового полка.
В период с октября 1930 года по 25 февраля 1932 года прошел обучение на курсах «Выстрел» и продолжил службу в 39-й Тихоокеанской стрелковой дивизии. В августе 1937 года назначен начальником 5-й части штаба дивизии, а в октябре назначен командиром 116-го стрелкового полка. 5 мая 1938 года за совершенную диверсию в полку (отравление личного состава) отстранен от должности и предан суду. В июле освобожден из-под ареста в связи с прекращением дела и до октября временно исполнял обязанности помощника командира дивизии.
С 25 октября 1938 года назначен командиром 293-го стрелкового полка 98-й стрелковой дивизии УрВО в городе Уфа. С началом Советско-финляндской войны откомандирован на Северо-Западный фронт, где с 10 января 1940 года воевал в 1-м стрелковом корпусе 8-й армии. В ходе боевых действий выполнял различные задания командира корпуса. С 16 по 28 января в составе 718-го стрелкового полка участвовал в наступлении в направлении озера Лугла-ярви, со 2 по 13 марта командовал отрядом с танковым десантом в боях за Лоймола. После окончания боевых действий в апреле 1940 года полковник Бунин назначается заместителем командира 170-й стрелковой дивизии УрВО. Накануне войны с 16 по 21 июня 1941 года дивизия в составе 62-го стрелкового корпуса 22-й армии была передислоцирована в район пгт Идрица Псковской области.

### Великая Отечественная война
С началом войны дивизия в составе армии находилась в резерве Ставки ГК. В конце июня она вместе с ней начала выдвижение в район Полоцка и 2 июля 1941 года передана в состав Западного фронта. Не закончив сосредоточения и развертывания, ее части с ходу вступили в бои с войсками 16-й армии и 3-й танковой группы немецких войск в Себежском Уре. В дальнейшем они участвовали в Смоленском сражении на великолукском направлении.
С 10 сентября 1941 года полковник Бунин назначен командиром 214-й стрелковой дивизией, находившейся в обороне на западной окраине Андреаполя. В ходе Вяземской оборонительной операции с 3 октября дивизия вела тяжелые бои в окружении, находясь в составе 16-й, а с 4 октября — 19-й армий, с 9 октября — в оперативной группе генерал-лейтенанта И. В. Болдина. 11 октября танковая группа противника вышла в район между КП 19-й армии и 214-й стрелковой дивизией. Полковник Бунин с остатками дивизии пытался выйти из окружения севернее Гжатска, но был ранен и до конца года находился на территории, занятой противником. Затем в течение января — февраля 1942 года неоднократно предпринимал безуспешные попытки перейти линию фронта. В конце февраля в районе деревни Соседова Сычевского района Смоленской области с группой бойцов был предан местным старостой, попал в плен и заключен в лагерь военнопленных в Кармановском районе. С 11 на 12 августа 1942 года бежал из лагеря с группой военнопленных. 24 августа перешел линию фронта в расположении частей 5-й армии. Находился сначала на пересыльном пункте 5-й армии, затем проходил проверку в спецлагере НКВД № 174 в городе Подольск. 5 марта 1943 года был освобожден и находился в распоряжении ГУК НКО, а затем Военного совета Западного фронта.
В марте 1943 года полковник Бунин назначен заместителем командира 4-й отдельной стрелковой бригады 16-й армии и участвовал с ней в оборонительных и наступательных боях на жиздринском направлении. В июне 1943 года назначается заместителем командира 212-й стрелковой дивизии, формировавшейся в 50-й армии Западного фронта на базе 4-й и 125-й стрелковых бригад. С 13 июля дивизия участвовала в Орловской наступательной операции. Перейдя в наступление, ее части форсировали реку Жиздра и перешли к обороне. 9 августа дивизия перешла в подчинение 10-й армии Западного фронта. С 19 сентября она приняла участие в Смоленской, Смоленско-Рославльской и Брянской наступательных операциях. За отличия в боях при освобождении города Кричев приказом ВГК от 30 сентября 1943 года ей было присвоено почетное наименование «Кричевская». Продолжая преследование противника, ее части вышли на восточный берег реки Проня, где перешли к обороне. Со 2 ноября дивизия была выведена в резерв 10-й армии, а в конце января 1944 года, находясь в резерве Ставки ВГК, была передислоцирована на территорию Западной Украины. Там она вошла в состав 47-й армии 2-го Белорусского фронта, а с 9 марта передана 70-й армии и заняла оборону в районе Озерска-Домбровицы. С 16 марта участвовала в Полесской наступательной операции. С 23 марта она входила в 61-ю армию, с 17 апреля в составе 1-го Белорусского фронта. С 5 июля в ее составе принимала участие в Белорусской, Люблин-Брестской наступательных операциях. Указом ПВС СССР от 25 июля 1944 года за освобождение города Кобрин дивизия была награждена орденом Красного Знамени, а за овладение городом Брест — орденом Суворова 2-й ст. С 31 июля дивизия в составе 61-й армии была выведена в резерв Ставки ВГК, затем к 13 сентября передислоцирована на 3-й Прибалтийский фронт. С 21 сентября она участвовала в Прибалтийской, Рижской наступательных операциях. За овладение городом Рига дивизия была награждена орденом Кутузова 2-й ст. (31.10.1944).
С ноября 1944 года полковник Бунин исполнял должность начальника штаба 397-й стрелковой Сарненской Краснознаменной дивизии 61-й армии 1-го Прибалтийского фронта. С января 1945 года участвовал с ней в Варшавско-Познанской наступательной операции.
С 25 февраля 1945 года полковник Бунин был назначен командиром 23-й стрелковой Киевско-Житомирской Краснознаменной дивизией и в составе 61-й армии участвовал с ней в Восточно-Померанской наступательной операции. 5 марта она освободила город Штаргард, за что была награждена орденом Кутузова 2-й ст. (26.4.1945).
В этих боях 8 марта 1945 года командир дивизии полковник Бунин погиб.

## Награды
- орден Ленина (21.02.1945)[5]
- два ордена Красного Знамени (07.11.1943[6], 03.11.1944[5])
- орден Кутузова II степени (06.04.1945)[7]
- два ордена Отечественной войны I степени (21.08.1944[8], 24.04.1945[9])
- медаль «XX лет Рабоче-Крестьянской Красной Армии» (1938)